# 桐乡市茅盾中学
桐乡市茅盾中学，是一所位于浙江省桐乡市的重点中学，是浙江省一级重点普通高中之一。现校址位于桐乡市振兴东路288号。

## 学校历史
桐乡市茅盾中学是一所以文学巨匠茅盾先生名字冠名的股份制、寄宿制高中，浙江省一级重点中学，创办于1999年10月。由省优秀教师宓彤波任校长。 

## 校训
学习茅盾，自强不息